# 5883 Josephblack
Az 5883 Josephblack (ideiglenes jelölése 1993 VM5) a Naprendszer kisbolygóövében található aszteroida. Robert H. McNaught fedezte fel 1993. november 6-án.